# Meriania dimorphanthera
Meriania dimorphanthera är en tvåhjärtbladig växtart som beskrevs av John Julius Wurdack. Meriania dimorphanthera ingår i släktet Meriania och familjen Melastomataceae.
Artens utbredningsområde är Colombia. Inga underarter finns listade i Catalogue of Life.